# Æblekrigen
Æblekrigen er en svensk film fra 1971, instrueret af Tage Danielsson.

## Handling
En storkapitalist kommer til Skåne fra Schweiz med den hensigt at gøre den lille by Änglamark til et gigantisk feriecenter. Men han har lige glemt lokalbefolkningen, som samles under æbletræet for at demonstrere mod ideen. De får hjælp af nogle overnaturlige væsner til at kæmpe mod overmagten.

## Medvirkende
- Per Grundén – Jean Volkswagner, tysk direktør
- Gösta Ekman – Sten Wall, pr-man
- Monica Zetterlund – Anna Lindberg
- Hans Alfredson – Severin Lindberg
- Per Waldvik – Hans Nilsson
- Yvonne Lombard – Kerstin Gustafsson, kommunalpolitiker
- Birgitta Andersson – Luft-Hanna Lindberg
- Håkan Serner – Eberhard Lindberg
- Martin Ljung – Åke Lindberg, Annas kusiner
- Max von Sydow – Roy Lindberg, – " -
- Tage Danielsson – Bernhard Lindberg, – " -
- Ann-Marie Nyman – Agnes Lindberg, Luft-Hannas søster
- Nils Ahlroth – Gustav Lindberg, jætte
- Sture Ericson – Larsson i Tofta, statsmand
- Ingvar Ottoson – Werner Affeman, chauffør
- Moltas Eriksson – Kent Aurén, kentaur
- Evert Taube – danser med Monica
- Tomas Alfredson – greven
- Folke Lindh – cykelreparatøren
- Jan Wirén – skomageren
- Sven-Bertil Taube – sanger

## Filmmusik
- Byssan lull, musik og tekst Evert Taube
- Min älskling/My Love is Like a Red, Red Rose, engelsk text Robert Burns, musik og svensk text Evert Taube
- Bal på Skeppsholmen, musik og tekst Evert Taube
- Bröllopsballaden, musik og tekst Evert Taube
- Calle Lång dansar portugis, musik og tekst Evert Taube
- Calle Schewens vals, musik og tekst Evert Taube
- Diktaren och Tiden, musik og tekst Evert Taube
- Julius och Mariella, musik og tekst Evert Taube
- Mirrabooka marsch, musik og tekst Evert Taube
- Möte i monsunen, musik og tekst Evert Taube
- Nocturne, musik og tekst Evert Taube
- Pierina eller Blå anemonerna, musik og tekst Evert Taube
- Sol och vår, musik og tekst Evert Taube
- Solig morgon, musik og tekst Evert Taube
- Stockholmsmelodi, musik og tekst Evert Taube
- Änglamark, musik og tekst Evert Taube